# Россия и мир
Росси́я и мир — междисциплинарный научный семинар по истории взаимовосприятия культур, проводимый Центром по изучению отечественной культуры Института российской истории РАН. Один из ведущих центров российской имагологии. В рамках семинара проводятся ежегодные «круглые столы» и издаются сборники научных трудов, в том числе продолжающийся научный сборник «Россия и мир глазами друг друга: из истории взаимовосприятия».

## Организационный комитет
Председатель: Голубев Александр Владимирович.
Члены оргкомитета: Богданов Андрей Петрович, Куприянов Александр Иванович, Мамонов Андрей Валентинович, Невежин Владимир Александрович, Шамин Степан Михайлович.
В оргкомитет входил Сергей Сергеевич Секиринский.

## История семинара
Семинар организован созданной в 1992 году в Институте российской истории РАН группой по изучению международных культурных связей России. Группу возглавил Александр Владимирович Голубев. В 1994 году прошёл первый «круглый стол» «Россия и Европа в XIX—XX веках: проблемы восприятия иной культуры». Всего к 2012 году прошло 19 заседаний «круглого стола». В 2012 году начал работать сайт семинара.
В разные годы в работе семинара участвовали Д. Ю. Арапов, С. С. Беляков, Л. У. Звонарева, Е. С. Сенявская, Т. А. Мухаматулин, а также другие российские и зарубежные исследователи.

## Труды семинара
- Россия и Европа в XIX — XX веке: проблемы взаимовосприятия народов, социумов, культур. М.,1996.
- Россия и внешний мир: Диалог культур. М., 1997.
- Россия и Запад. Формирование внешнеполитических стереотипов в сознании российского общества первой половины XX века. М., 1998.
- Россия и мир глазами друг друга: из истории взаимовосприятия. Сб. ст. Вып. 1. М., 2000.
- Россия и мир глазами друг друга: из истории взаимовосприятия. Сб. ст. Вып. 2. М., 2002.
- Россия и мир глазами друг друга: из истории взаимовосприятия. Сб. ст. Вып. 3. М., 2006.
- Россия и мир глазами друг друга: из истории взаимовосприятия. Сб. ст. Вып. 4. М., 2008.
- Россия и мир глазами друг друга: из истории взаимовосприятия. Сб. ст. Вып. 5. М., 2009.
- Россия и мир глазами друг друга: из истории взаимовосприятия. Сб. ст. Вып. 6(I,II). М., 2012.